# Келли, Джозеф
Джозеф Келли (англ. Joseph Kelly; род. 1956, Лексингтон, Небраска) — американский государственный и политический деятель. С 2023 года является вице-губернатором штата Небраска. С 2018 по 2021 год занимал должность прокурора округа Небраска. Формально являлся руководителем уголовного отдела в штате генерального прокурора Небраски.

## Биография
В 1978 году получил степень бакалавра гуманитарных наук в Университете Небраски и степень доктора юридических наук в юридическом колледже Университета Небраски в 1981 году.
С 1981 по 1985 год строил юридическую карьеру в прокуратуре округа Ланкастер. Затем с 1987 по 1990 год работал юристом с Бернигером, Бергом и Диверином в Колорадо-Спрингс, штат Колорадо. Позже вернулся в прокуратуру округа Ланкастер в должности заместителя прокурора. В 2010 году был избран прокурором округа Ланкастер и снова в 2014 году. Занимался судебным обвинением за различные преступления, включая убийства, грабежи, сексуальное насилие и преступления «белых воротничков».
В 2018 году президент США Дональд Трамп назначил его прокурором штата Небраска. 15 февраля 2018 года его кандидатура на должность прокурора была подтверждена голосованием в Сенате США. 23 февраля 2018 года был приведен к присяге. 8 февраля 2021 года его вместе с 55 другими юристами эпохи Трампа попросили уйти в отставку. Ушёл в отставку 28 февраля 2021 года.
После окончания работы в должности прокурора, занимал должность начальника уголовного отдела генерального прокурора Небраски, а затем кандидат в губернаторы Небраски Джим Пиллен объявил Джозефа Келли своим кандидатом на должность вице-президента в 2022 году. 5 января 2023 года был приведен к присяге в качестве вице-губернатора штата Небраска.